# Gan International Airport
Gan International Airport ligt op het eiland Gan in het Seenu-atol, Malediven. Het is gebouwd door de British Royal Air Force als RAF Gan, een vliegbasis dat werd gebruikt tijdens de Tweede Wereldoorlog tot 29 maart 1976. De vliegbasis werd toen door de Britten overgedragen aan de lokale regering, waarna het als vliegveld in gebruik werd genomen voor binnenlandse vluchten. Onlangs is het vliegveld opgewaardeerd naar de internationale standaarden die gelden voor het gebruik als internationaal vliegveld.
De eerste internationale landing sinds 1976 was een vlucht van Blue Panorama Airlines uit Milaan-Malpensa, Italië op 23 december 2007 13:18 MVT met 71 toeristen.

## Luchtvaartmaatschappijen en bestemmingen
- Maldivian -  Kaadedhoo, Male
- Mega Global Air - Hong Kong